# Ontvoering van Claudia Melchers
De ontvoering van Claudia Melchers verwijst naar de ontvoering van de dochter van de vermogende Nederlandse industrieel Hans Melchers op 12 september 2005 in Amsterdam. Twee dagen later werd ze weer vrijgelaten.

## Ontvoering
Claudia Margaretha Melchers (Ruurlo, 6 mei 1969), naast dochter van Hans Melchers mede-eigenaar van een cateringbedrijf en moeder van twee jonge kinderen, werd op 12 september 2005 vanuit haar woning aan de Jan van Eijckstraat in Amsterdam ontvoerd door drie personen die in elk geval Engels spraken.
Achteraf werd duidelijk dat ze eerder op de avond telefonisch was bedreigd, waarna ze had geprobeerd haar partner en een vriend te bellen, die echter niet opnamen. Ze kon wel haar buurman bereiken. Deze was samen met haar kinderen van 3 en 5 jaar in de woning aanwezig en was getuige van de ontvoering; hij werd vastgebonden achtergelaten. Melchers werd in een beige plastic kist het huis uitgedragen. In de woning werd een briefje gevonden waarop 300 kg cocaïne als losgeld werd geëist.
Ze sloot een deal met haar ontvoerders om in plaats van de geëiste 300 kilo cocaïne, 5 miljoen euro te betalen. De mannen lieten haar daarop vrij, onder voorbehoud dat zij in contanten een voorschot zou betalen en de rest later via de bank zou overmaken. De 39-jarige Louellar R. uit Rotterdam reisde daarop tot tweemaal toe af naar Amsterdam om het voorschot van 50.000 euro namens Izaan Moenir-Alam in ontvangst te nemen.
Twee dagen later, in de nacht van 14 op 15 september, werd Melchers in Park Sonsbeek in Arnhem door haar ontvoerders ongedeerd vrijgelaten. Uit de verklaring van Melchers zou blijken dat ze ergens in de Nederlands-Duitse grensstreek was vastgehouden. Na haar vrijlating werd duidelijk dat ze tijdens haar ontvoering werd vastgehouden op een bungalowpark bij Stroombroek even ten noorden het dorpje Braamt, vlak bij Doetinchem. Volgens de politie en de familie was er geen losgeld betaald; er zou in het geheel geen contact met de ontvoerders geweest zijn.
Enkele aspecten van deze ontvoering riepen vragen op. Zo was niet duidelijk waarom Melchers na de bedreigingen niet de politie belde. De losgeldeis van 300 kg cocaïne was opmerkelijk. Door vader Hans Melchers werd een drugsconnectie echter uitdrukkelijk ontkend. Hij liet in enkele landelijke dagbladen van 26 september een advertentie plaatsen waarin een beloning van één miljoen Amerikaanse dollar werd uitgeloofd voor informatie die zou leiden tot de aanhouding van de daders. Verder kondigde hij gerechtelijke stappen aan tegen enkele kranten en het televisieprogramma NOVA, omdat die naar zijn zin te veel hadden gesuggereerd dat er van een drugsconnectie sprake was.
Op 23 februari 2011 was Izaan Moenir-Alam te zien in het televisieprogramma Pauw & Witteman. In dit programma sprak hij openlijk over de ontvoering van Melchers en hoe deze verlopen is. In het interview werd duidelijk dat de aanleiding van de ontvoering een (later foutief gebleken) belastingaanslag betrof. De familie van Melchers deed aangifte tegen de VARA en de presentatoren van het programma, vanwege de manier waarop het interview verliep.

## Onderzoek
Uit het onderzoek bleek dat het huisje waarin Melchers was vastgehouden, gehuurd was op naam van Anita H. Zij is de (ex-)vrouw van Izaan Moenir-Alam, die hierdoor snel als hoofdverdachte in beeld zou komen. Op 23 oktober werd hij in Rio de Janeiro aangehouden. Daarvoor werden er al andere verdachten aangehouden: Quentin W. en Lorenzo, de neef van de hoofdverdachte Izaan Moenir-Alam, werden beiden aangehouden op de Nederlandse Antillen. Op 29 september werd Quentin W., begeleid door twee rechercheurs van het RST, op het vliegtuig naar Nederland gezet.

## Veroordelingen
Op 1 november 2006 werd Louellar R. veroordeeld tot twee jaar gevangenisstraf, waarvan zes maanden voorwaardelijk. Op 9 november 2006 werden twee mannen veroordeeld, omdat zij de hoofdverdachte hadden geholpen met de ontvoering. Quentin W. kreeg zes jaar cel en Patricio W. drie jaar cel, waarvan één jaar voorwaardelijk.
Hoofdverdachte Izaan Moenir-Alam werd op 24 oktober 2007 schuldig bevonden aan ontvoering, gijzeling en poging tot afpersing en kreeg tien jaar gevangenisstraf, maar in hoger beroep werd deze straf op 30 december 2008 verlaagd tot acht jaar. Zijn neef Lorenzo kreeg op 1 mei eerder dat jaar acht jaar gevangenisstraf, wat in hoger beroep werd gehandhaafd.